# トロイカ (アニメ制作会社)
株式会社トロイカ（英: TROYCA Inc.）は、日本のアニメ制作会社。

## 歴史
2013年5月、元AIC所属のプロデューサーの長野敏之、撮影監督の加藤友宜、演出家のあおきえいを中心にAIC Classicに所属していたスタッフたちが集まり設立された。会社名は、この3人が会社の中心となっているため、ロシア語で「3人組」を意味する「тройка（トロイカ）」から来ている。
事業内容は、アニメーション作品を中心とした映像作品の企画・制作業務全般である。部署としては作画・仕上・撮影・CGの部門があり、背景美術以外の一通りのアニメーション映像を制作できる環境が整っている。2015年5月に設立して2018年に解散した「株式会社ウィルパレット」より、元AICのアニメーターの合田浩章やプロデューサーの笠原直徒ら数名のスタッフが加わった。AICやあおきが参加していたufotableが、作画などで同社作品の制作に協力することがある。
2015年に『ニュータイプアニメアワード2015』において、A-1 Picturesと共同制作した『アルドノア・ゼロ』でメカデザイン賞・サウンド賞を受賞した。
2022年春、CG部門の移設・分室機能として神奈川県藤沢市に藤沢スタジオを開設。

## 作品履歴

### テレビアニメ
| 開始年 | 放送期間    | タイトル                                                           | 監督       | シリーズ構成        | アニメーション プロデューサー | 原作       | 備考                              |
| ------ | ----------- | ------------------------------------------------------------------ | ---------- | ------------------- | ----------------------------- | ---------- | --------------------------------- |
| 2014年 | 7月 - 9月   | アルドノア・ゼロ                                                   | あおきえい | 高山カツヒコ        | 長野敏之 林健一               | オリジナル | 第1クール、共同制作：A-1 Pictures |
| 2015年 | 1月 - 3月   | アルドノア・ゼロ                                                   | あおきえい | 高山カツヒコ        | 長野敏之 林健一               | オリジナル | 第2クール、共同制作：A-1 Pictures |
| 2015年 | 10月 - 12月 | 櫻子さんの足下には死体が埋まっている                               | 加藤誠     | 伊神貴世            | 長野敏之 岡村繁久             | 小説       |                                   |
| 2016年 | 12月31日    | ぐだぐだオーダー                                                   | 経験値     | 経験値              | 長野敏之                      | 漫画       |                                   |
| 2017年 | 4月 - 9月   | Re:CREATORS                                                        | あおきえい | あおきえい 広江礼威 | 長野敏之                      | オリジナル |                                   |
| 2018年 | 1月 - 5月   | アイドリッシュセブン                                               | 別所誠人   | 関根アユミ          | 笠原直徒                      | ゲーム     |                                   |
| 2018年 | 10月 - 12月 | やがて君になる                                                     | 加藤誠     | 花田十輝            | 長野敏之                      | 漫画       |                                   |
| 2018年 | 12月        | ロード・エルメロイII世の事件簿 -魔眼蒐集列車 Grace note-           | 加藤誠     | 小太刀右京          | 長野敏之                      | 小説       | 第0話                             |
| 2019年 | 7月 - 9月   | ロード・エルメロイII世の事件簿 -魔眼蒐集列車 Grace note-           | 加藤誠     | 小太刀右京          | 長野敏之                      | 小説       |                                   |
| 2020年 | 4月         | アイドリッシュセブン Second BEAT!                                  | 別所誠人   | 関根アユミ          | 笠原直徒                      | ゲーム     | 第1 - 4話                         |
| 2020年 | 10月 - 12月 | アイドリッシュセブン Second BEAT!                                  | 別所誠人   | 関根アユミ          | 笠原直徒                      | ゲーム     | 第5話以降                         |
| 2021年 | 7月 - 9月   | アイドリッシュセブン Third BEAT!                                   | 別所誠人   | 関根アユミ          | 笠原直徒                      | ゲーム     |                                   |
| 2021年 | 12月31日    | ロード・エルメロイII世の事件簿 -魔眼蒐集列車 Grace note-（特別編） | 加藤誠     | 小太刀右京          | 長野敏之                      | 小説       |                                   |
| 2022年 | 10月 - 12月 | 忍の一時                                                           | 渡部周     | 高野水登            | 長野敏之                      | オリジナル |                                   |
| 2022年 | 10月 - 12月 | アイドリッシュセブン Third BEAT!（第2クール）                      | 別所誠人   | 関根アユミ          | 笠原直徒                      | ゲーム     | 第14 - 26話                       |
| 2023年 | 2月         | アイドリッシュセブン Third BEAT!（第2クール）                      | 別所誠人   | 関根アユミ          | 笠原直徒                      | ゲーム     | 第27 - 30話                       |
| 2023年 | 10月 - 12月 | オーバーテイク!                                                    | あおきえい | 関根アユミ          | 長野敏之                      | オリジナル |                                   |
| 2024年 | 7月 - 10月  | ATRI -My Dear Moments-                                             | 加藤誠     | 花田十輝            | 長野敏之 岡村繁久             | ゲーム     |                                   |
| 2025年 | 4月 - 6月   | 完璧すぎて可愛げがないと婚約破棄された聖女は隣国に売られる         | 渡部周     | 大知慶一郎          | 長野敏之 川俣奏子             | 小説       |                                   |
| 未公表 | 未公表      | 結界師の一輪華                                                     | 喜多幡徹   | 柿原優子            | 未公表                        | 小説       |                                   |

### OVA
| 発売年 | 発売日  | タイトル                                          | 監督       | アニメーション プロデューサー | 原作       | 備考 |
| ------ | ------- | ------------------------------------------------- | ---------- | ----------------------------- | ---------- | ---- |
| 2025年 | 3月26日 | アルドノア・ゼロ 雨の断章 -The Penultimate Truth- | あおきえい | 長野敏之                      | オリジナル |      |

### Webアニメ
| 配信年 | タイトル                     | 監督     | アニメーション プロデューサー | 原作   | 備考    |
| ------ | ---------------------------- | -------- | ----------------------------- | ------ | ------- |
| 2018年 | アイドリッシュセブン Vibrato | 別所誠人 | 笠原直徒                      | ゲーム | -2019年 |

### ゲーム
| 発売年 | タイトル                              | 備考                      |
| ------ | ------------------------------------- | ------------------------- |
| 2017年 | Fate/Grand Order                      | 第2部OPアニメーション制作 |
| 2020年 | ディズニー ツイステッドワンダーランド | OPアニメーション制作      |
| 2021年 | BLUE PROTOCOL                         | OPアニメーション制作      |

### その他
| 年     | タイトル                                            | 備考             | 共同制作     |
| ------ | --------------------------------------------------- | ---------------- | ------------ |
| 2023年 | 林トモアキデビュー20周年記念『戦闘城塞 マスラヲ』PV | アニメーションPV | グラフィニカ |

## 関連人物

### アニメーター・演出家
- あおきえい（取締役、監督、演出家）
- 加藤誠（監督、演出家、アニメーター）
- 別所誠人（監督、演出家、アニメーター）
- 中井準（監督、演出家、アニメーター）
- 松本昌子（アニメーター）
- サトウミチオ（アニメーター）
- 牧野竜一（アニメーター）
- 合田浩章（アニメーター）
- 猪股雅美（アニメーター）

### 撮影
- 加藤友宜（取締役副社長、撮影監督）
- 平川竜嗣
- 川井朝美（特殊効果兼任）

### 制作・編集
- 長野敏之（代表取締役社長、プロデューサー）
- 笠原直徒（プロデューサー）
- 岡村繁久（制作デスク）
- 右山章太（編集）